# Centrovisión
Centrovisión (anteriormente canal 21 de Rancagua) fue un canal de televisión abierta chileno lanzado en 2003 que emitió para la región del Libertador Bernardo O'Higgins. Por razones desconocidas, este canal dejó de transmitir a principios del 2015.  
Actualmente siguen sus estudios en la ciudad de Rancagua a pesar de no transmitir aún desde el 16 de marzo del año 2015. Fue transmitido desde el Cerro Trocalán en Requínoa. Es propiedad de la empresa Multiglobal, dueña también de la Radio Bienvenida.

## Programación
La programación del canal constaba principalmente de la emisión de los programas radiales de la Radio Bienvenida, mezclada con videoclips. También se emite un noticiario, que tiene cuatro emisiones diarias. Sus principales programas son:
- Descontinuados
  - Noticiero 21
  - Deportes 21
  - El Matinal del 21
  - Haciendo las tareas
  - Nada como ayer
  - Somos los que somos
  - Zona de contacto
  - El Espejo
  - Contrastes
  - Casa y Estilo